# Comitatul Essex, New Jersey
Comitatul Essex, New Jersey, este unul din cele douăzeci și unu de comitate ale statului New Jersey al Statelor Unite ale Americii.  Comitatul se găsește în partea de nord-est a statului New Jersey.   Conform Recensământului din anul 2000, efectuat de United States Census Bureau, populația comitatului era de 793.633, făcând din comitatul Essex cel de-al doilea cel mai populat comitat al statului după comitatul Bergen.  Sediul comitatului este orașul Newark6, care este parte a zonei metropolitane New York, conform denumirii din engleză, New York Metropolitan Area.  Essex County a fost format în cadrul entității East Jersey în ziua de 7 martie 1683, fiind unul dintre cele mai vechi comitate din Statele Unite.

## Parcuri și rezervații
- Branch Brook Park, Newark/Belleville
- Brookdale Park, Montclair/Bloomfield
- Eagle Rock Reservation, West Orange/Montclair
- Grover Cleveland Park, Caldwell
- Hilltop Reservation, Caldwell/ Cedar Grove/ North Caldwell/ Verona
- Mills Reservation, Cedar Grove/Upper Montclair
- South Mountain Reservation, West Orange/South Orange/Millburn/Maplewood
- Verona Park, Verona
- West Essex Park, West Caldwell/Roseland
- Yanticaw Park, Nutley